# Диференціальна психологія
Диференціальна психологія — розділ психології, що вивчає психологічні відмінності, типологічні відмінності психологічних проявів у представників різних соціальних, етнічних, вікових і інших груп. 

## Сутність напрямку
Диференціальна психологія систематизує індивідуальні відмінності та різні методи їхньої діагностики, а також кількісно оцінює ці відмінності в різних сферах. Передумовою виникнення диференціальної психології на рубежі ХІХ і XX ст. стало введення в психологію експерименту, а також генетичних і математичних методів.
У диференціальній психології широко застосовуються тести — як індивідуальні, так і групові. Вони використовуються для визначення розумових розходжень, а з початком використання проективних тестів — для визначення інтересів, установок, емоційних реакцій. За допомогою тестів методами факторного аналізу виявляються фактори, що характеризують загальні властивості (параметри, виміри) інтелекту або особистості. На цій підставі визначаються кількісні варіації в психологічних властивостях окремих індивідів.
Факти та висновки диференціальної психології важливі для рішення багатьох практичних завдань, зокрема, відбору та навчання персоналу, діагностики та прогностики розвитку окремих властивостей, схильностей, здатностей індивідів тощо.

## Історія
Винайдення ряду прийомів і приладів для вивчення індивідуальних розходжень Френсисом Ґальтоном (англ. Francis Galton) надало передумов запровадження диференціальної психології. Цей термін увів 1900 року Вільям Л'юіс Штерн (англ. William Lewis Stern).
Упродовж другої половини ХІХ ст. вчені наважувалися переходити в лабораторію. Більшість представників ранньої експериментальної психології були фізіологами, чиї експерименти починали поступово здобувати психологічне спрямування.
1879 року В.Вундт відкрив першу лабораторію експериментальної психології в Лейпцизі. Експерименти психологічного характеру вже проводилися до цього Вебером, Фехнером, Гельмгольцем та іншими, але лабораторія Вундта була першою, створеною винятково для психологічних досліджень і надавала при цьому можливості для навчання студентів методам нової науки. Лабораторія Вундта залучала студентів з різних країн, що після повернення на Батьківщину засновували подібні лабораторії у власних країнах.
Спочатку психологи-експериментатори ігнорували індивідуальні відмінності або розглядали їх просто як випадкові «відхилення» і навіть ігнорували їх. Згодом прийшли до думки, що чим більше у феномені виражені індивідуальні властивості, тим точнішими будуть зроблені узагальнення. Очевидно, що виникнення експериментальної психології не сприяло розвитку інтересу до вивчення індивідуальних відмінностей.
Внесок експериментальної психології:
- психологічні феномени доступні для об'єктивного і навіть кількісного дослідження;
- психологічні теорії можна перевіряти на відповідність об'єктивним даним, а значить психологія є емпіричною наукою.

Наприкінці ХІХ ст. біологія під впливом дарвінівської теорії еволюції розвивалася дуже швидко. Ця теорія сприяла зростанню інтересу до порівняльного аналізу, що припускає спостереження за тим, як ті самі якості виявляються у представників різних видів.
Особливо важливим для диференціальної психології є дослідження англійського біолога Френсіса Гальтона (послідовника і кузена Дарвіна). Він вивчав людську спадковість. Незабаром для нього стало очевидним, що для визначення ступенів подібності між індивідуумами їх можна вимірювати — кожного окремо, у порівнянні один з одним, цілеспрямовано і великими групами. Для цієї мети він розробив численні тести і процедури вимірів, заснувавши у 1882 році в Музеї Південного Кенсінгтону в Лондоні свою знамениту антропометричну лабораторію. У ній люди за невелику плату могли вимірити рівень сприйнятливості своїх органів чуття, моторні здібності й інші прості якості. Таким чином були зібрані результати відмінностей за конституційними (зріст, вага, пропорції тіла), сенсомоторними (час реакції на візуальні та слухові стимули, сила стискання) та сенсорними (гострота зору та слуху) параметрами. Вимірюючи сенсорні процеси, Гальтон сподівався одержати можливість оцінювати інтелектуальний рівень людини. Лише за рік роботи Гальтоном було обстежено 9 337 осіб.
Істотний вплив на формування диференціальної психології спричинив і розвиток сучасної генетики. Закони спадковості Менделя, заново відкриті 1900 року, привели до поновлення експериментальних робіт в області механізмів спадковості.
До початку XX ст. диференціальна психологія почала знаходити конкретні форми.
У 1895 році Біне і Генрі опублікували статті за назвою «Психологія індивідуальності», що являла собою перший систематичний аналіз цілей, предмету і методів диференціальної психології.
У 1900 році з'явилася перша редакція книги Штерна з диференціальної психології «Психологія індивідуальних відмінностей». У першій частині книги розглядаються сутність проблеми і методи диференціальної психології. До предмету цього розділу психології Штерн відніс відмінності між індивідами, расові і культурні відмінності, професійних і суспільних груп, а також статеві.
Основну проблему диференціальної психології він характеризував як триєдину:
1. Яка природа психологічного життя індивідів і груп, яка ступінь їх відмінностей?
2. Які фактори визначають ці відмінності чи впливають на них (спадковість, клімат, соціальний чи культурний рівень, освіта, адаптація)?
3. У чому виявляються відмінності? Чи можна їх зафіксувати у написанні слів, міміці?

У другій частині книги міститься загальний аналіз і деякі дані, що стосуються індивідуальних відмінностей у прояві ряду психологічних якостей — від простих сенсорних здібностей до більш складних психічних процесів і емоційних характеристик. Книга Штерна в істотно переробленому і розширеному вигляді була перевидана в 1911 році, і ще раз — у 1921 за назвою «Методологічні основи диференціальної психології».
У 1903 році вийшла книга Томсона «Інтелектуальні відмінності статей», що містила результати різноманітного тестування чоловіків і жінок, що проводилося декілька років. це було перше всеосяжне дослідження психологічних відмінностей статей.
У 1904 році з'явилася оригінальна стаття Спірмена, що висунув свою двофакторну теорію психічної організації. Ця публікація Спірмена відкрила область дослідження взаємовідносин якостей і відкрила дорогу для сучасного факторного аналізу.

## Personnalités
- Francis Galton
- William Stern
- Alfred Binet
- David Wechsler
- Hans J. Eysenck
- Raymond B. Cattell
- Maurice Reuchlin
- René Zazzo
- Howard Gardner
- Robert J. Sternberg